# Dia Bridgehampton
Le Dia Bridgehampton est un musée géré par la Dia Art Foundation et situé à Bridgehampton, dans l'État de New York. Initialement ouvert en 1983 sous le nom de Dan Flavin Art Institute, le bâtiment est rénové par la Dia, sous la direction du sculpteur Dan Flavin, pour accueillir une exposition permanente de ses œuvres lumineuses au néon dans le cadre d'un musée monographique. Le musée comprend par ailleurs une galerie dédiée aux expositions temporaires et un espace présentant des objets historiques relatifs au bâtiment, antérieurs à son usage muséal.

## Histoire
Fondée en 1974 par Heiner Friedrich, l'héritière de Schlumberger Philippa de Menil et Helen Winkler, la Dia Art Foundation vise à aider les artistes à réaliser des projets ambitieux dont l'échelle et l'ampleur ne sont pas réalisables dans le cadre des structures habituelles des musées et galeries. À Bridgehampton, dans l'État de New York, la Dia Art Foundation fait l'acquisition en 1979 d'une ancienne caserne de pompiers et d'une église pour y abriter une exposition de longue durée de l'œuvre de Dan Flavin ainsi qu'un espace d'expositions temporaires. Dan Flavin utilise principalement la lumière fluorescente. Au cours des années 1970 et 1980, la fondation soutient de nombreux artistes, dont Flavin, en leur accordant des bourses, des ateliers, un soutien archivistique et des musées monographiques. Flavin réside à Wainscot à l'époque, mais avait vécu auparavant à Bridgehampton pendant plusieurs années. Il choisit le bâtiment de style Shingle, doté de tourelles, en raison de sa localisation accessible et de son plan d'étage ouvert,.